# كايلي فليمنج
كايلي فليمنج، هي ممثلة أمريكية ولدت في 25 مارس 2007، أشتهرت بدور جوديث غرايمز في مسلسل الموتى السائرون.

## المسيرة المهنية
ولدت فليمنج في بيكايون، ميسيسيبي. بدأت التمثيل بشكل احترافي في سن الثامنة، وحظيت بالاهتمام لأول مرة في فيلم حرب النجوم: القوة تنهض، حيث لعبت دور ري وهي صغيرة. بدأت فليمنج في تجسيد شخصية جوديث غرايمز في مسلسل الموتى السائرون خلال الموسم التاسع وأصبحت شخصية منتظمة في المسلسل بدءًا من الموسم العاشر. ظهرت لفترة وجيزة في الحلقة الرابعة من مسلسل لوكي بدور سيلفي الصغيرة. في يناير 2022، تم اختيار فليمنج لتلعب دور بيا في الكوميديا IF، من إخراج جون كراسينسكي.

## وصلات خارجية
- كايلي فليمنج على موقع IMDb (الإنجليزية)
- كايلي فليمنج على موقع قاعدة بيانات الفيلم (الإنجليزية)